# Hammerfest
Hammerfest è un comune e una città nella Contea di Finnmark, in Norvegia. Ha ricevuto lo status di città nel 1789.

## Geografia fisica
Situata a latitudine 70° 39' 48" N, la piccola cittadina norvegese sostiene di essere la città più a Nord del mondo, anche se lo stesso titolo è rivendicato da altri due centri abitati: Honningsvåg, sempre in Norvegia, e Utqiaġvik, in Alaska. La validità di queste affermazioni dipende principalmente dalla definizione di città che si è disposti ad accettare: Hammerfest è infatti l'insediamento umano con più di 10 000 abitanti più a nord del mondo, oltre che ad essere il più antico centro abitato del Nord della Norvegia.
La città offre, tra le altre cose, sport e pesca commerciale, sia di mare che di acqua dolce. Il ghiacciaio più settentrionale della Norvegia si trova in prossimità della cittadina, ed è una delle mete preferite dagli appassionati di trekking. Hammerfest è anche un popolare punto di partenza per i viaggi al Nord: ogni giorno un traghetto salpa per lo spettacolare Capo Nord (Nordkapp), il lembo di terra emersa più a Nord del continente europeo. Hammerfest è anche un centro di cultura Sami.

## Storia
Molti luoghi di sepoltura risalenti all'età della pietra si trovano in questa zona, e la cittadina era già diventata un importante insediamento di pesca e di caccia artica molto tempo prima che le venisse riconosciuto lo stato di città nel 1789.
Durante le guerre napoleoniche, la Danimarca-Norvegia fu attaccata dal Regno Unito e fu costretta ad entrare nel conflitto al fianco di Napoleone. Nella sua veste di importante centro commerciale e di comunicazioni nel Finnmark occidentale, la cittadina divenne un bersaglio naturale per la Marina Militare Britannica. Per questo motivo, le difese cittadine ricevettero in dotazione quattro cannoni dall'armeria centrale di Trondheim, e una guardia costiera di 50 uomini fu istituita per la difesa di Hammerfest.
Il 22 luglio 1809 giunse l'atteso attacco britannico, quando i due brigantini Snake e Fancy giunsero in prossimità della cittadina. La battaglia che seguì tra le forze norvegesi, dotate di soli due cannoni, e le due navi da guerra britanniche, dotate in totale di 32 cannoni, fu sorprendentemente intensa, e non giunse al termine fino a quando i norvegesi non finirono la polvere da sparo dopo un combattimento di 90 minuti. Entrambi i velieri furono colpiti da diverse cannonate, e contarono almeno una vittima, un marinaio che fu sepolto nel cimitero locale.
Durante lo svolgimento della battaglia, la popolazione ebbe il tempo di raccogliere i propri oggetti di valore e di fuggire, ma le due navi da guerra rimasero comunque nel porto di Hammerfest per otto giorni, saccheggiando quanto riuscirono a trovare, non risparmiando neppure la chiesa locale. Dopo l'attacco, Hammerfest divenne una cittadina di guarnigione, con truppe regolari e fortificazioni migliorate. Una piccola flottiglia di barche a remi armate di cannoni rimase di guardia al porto di Hammerfest per tutta la durata delle guerre napoleoniche.
Nel 1890 un incendio scaturito in un panificio locale bruciò quasi la metà delle case del posto. Dopo l'incendio, la cittadina fu beneficiaria di donazioni ed assistenza umanitaria provenienti da tutto il mondo. Il singolo donatore principale fu il Kaiser Wilhelm II di Germania, il quale aveva fatto di Hammerfest luogo di numerose sue visite personali, e che si era particolarmente affezionato al piccolo insediamento nordico.
Hammerfest fu evacuata forzatamente dalle truppe tedesche durante la seconda guerra mondiale, e fu rasa al suolo durante la ritirata. Il Museo della Ricostruzione narra della storia di questi eventi e della ripresa della città. Hammerfest è anche la sede dell'Isbjørnklubben (Regia ed Antica Società dell'Orso Polare).

## Galleria d'immagini

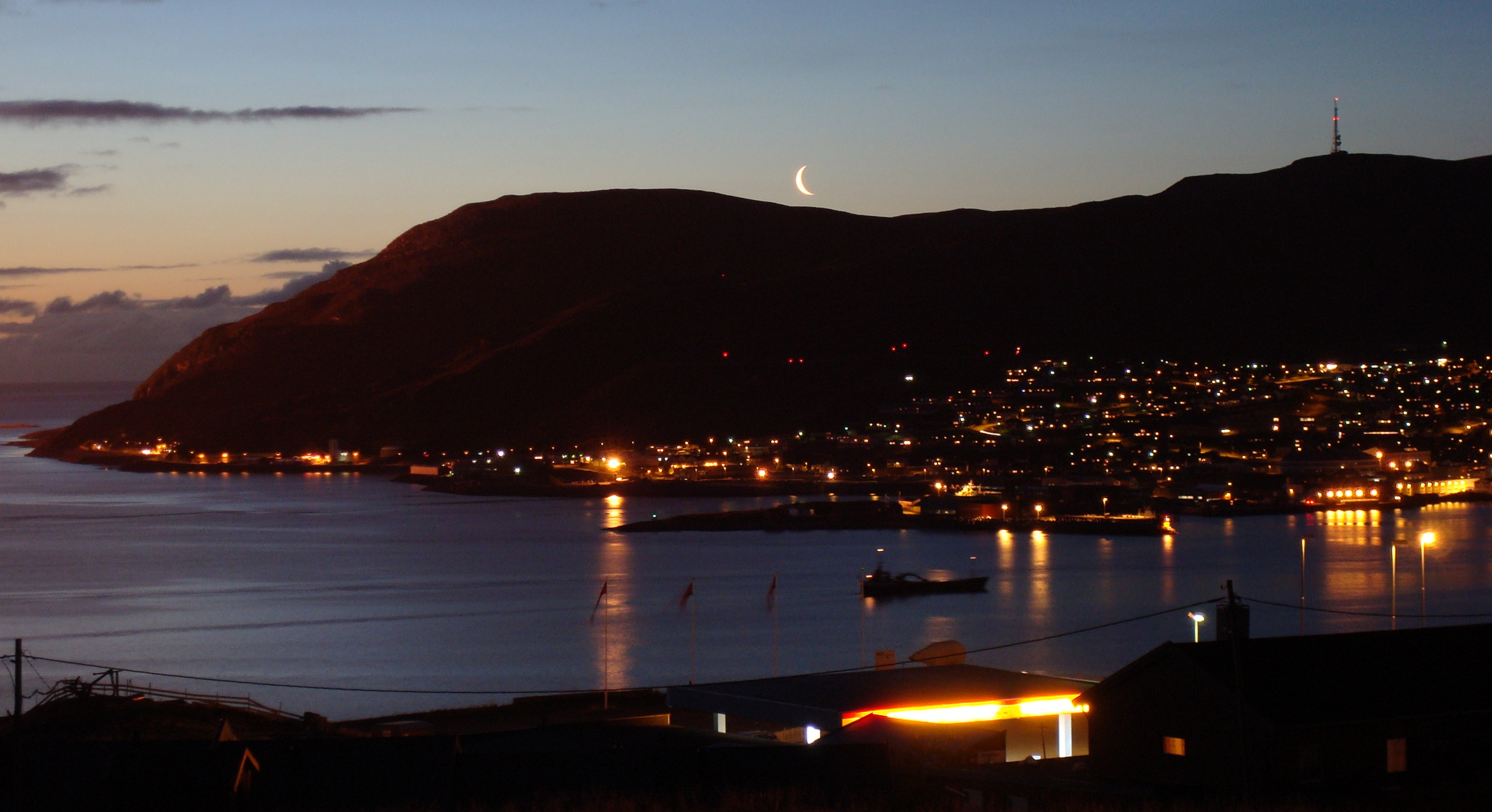
Panorama al tramonto
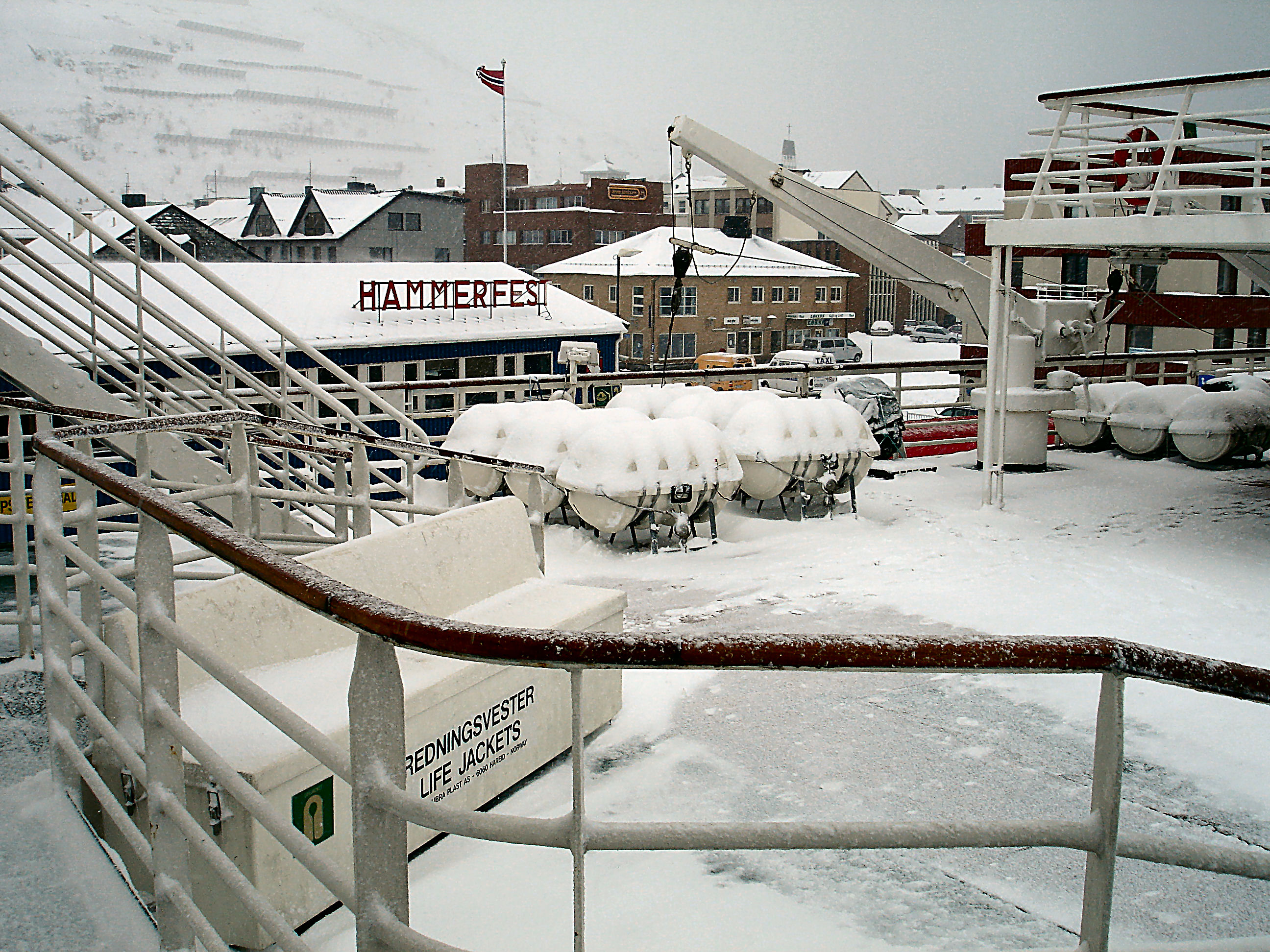
Il porto di Hammerfest
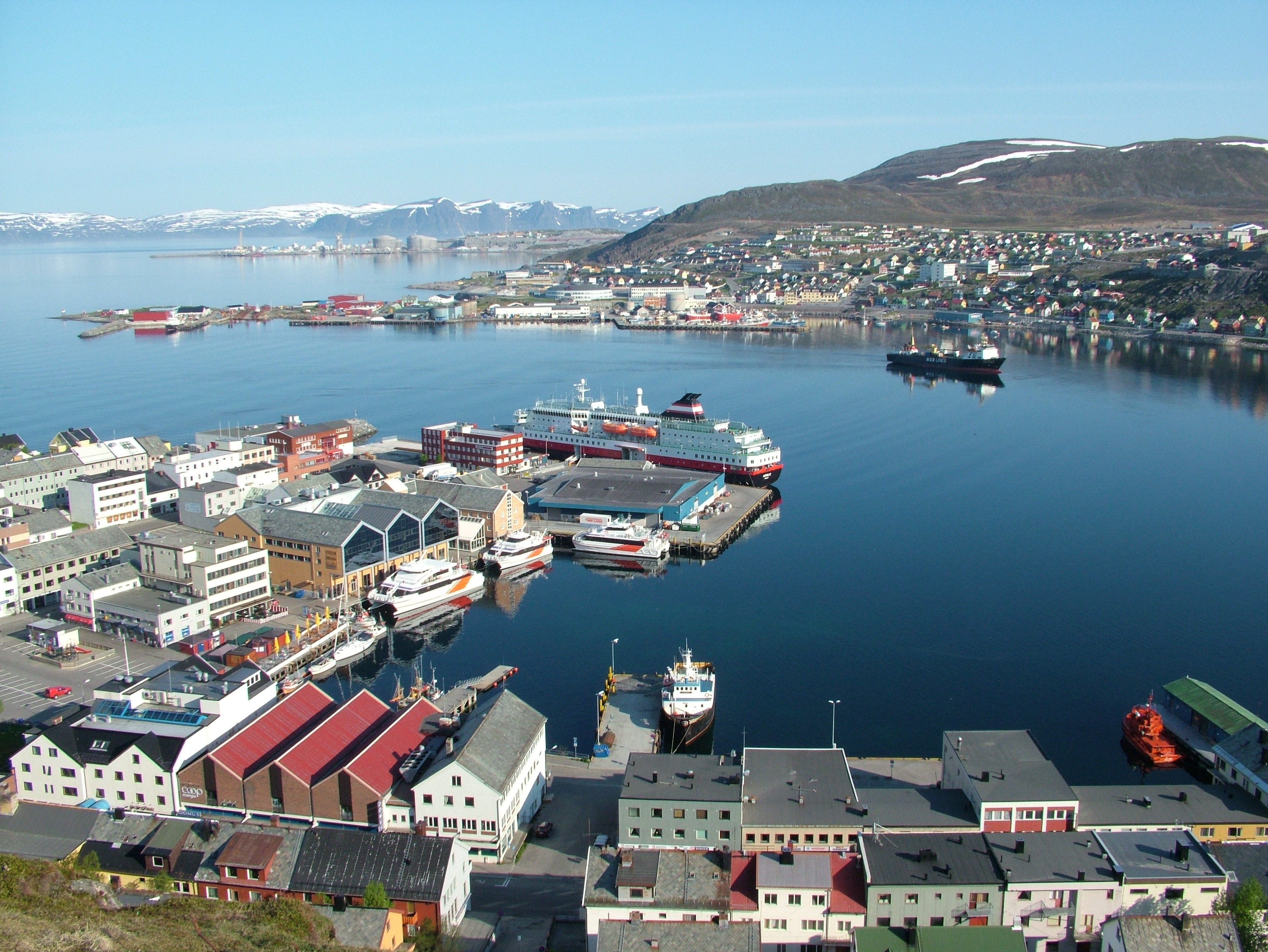
Hammerfest in giugno
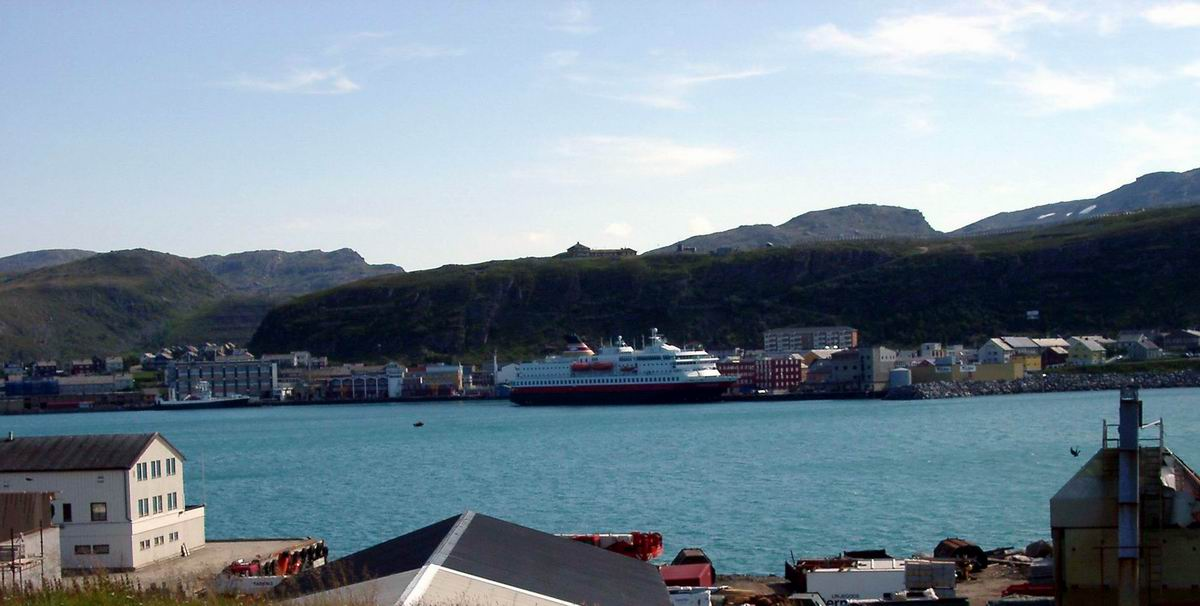
Hammerfest in luglio
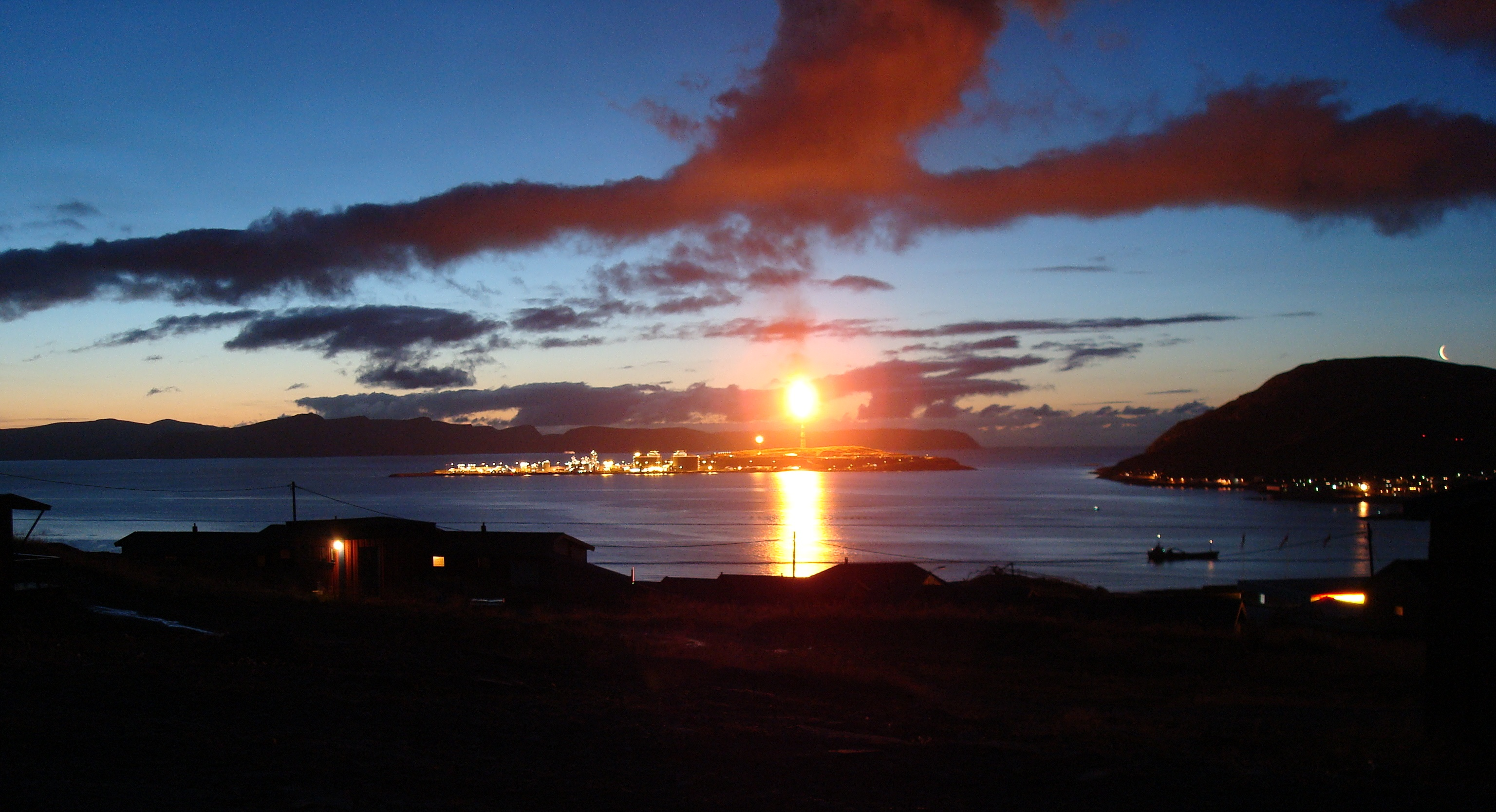
Hammerfest al tramonto
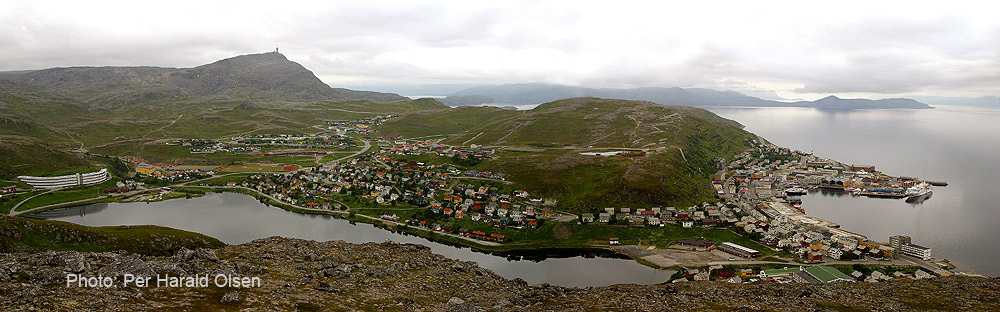
Panorama da una vicina collina
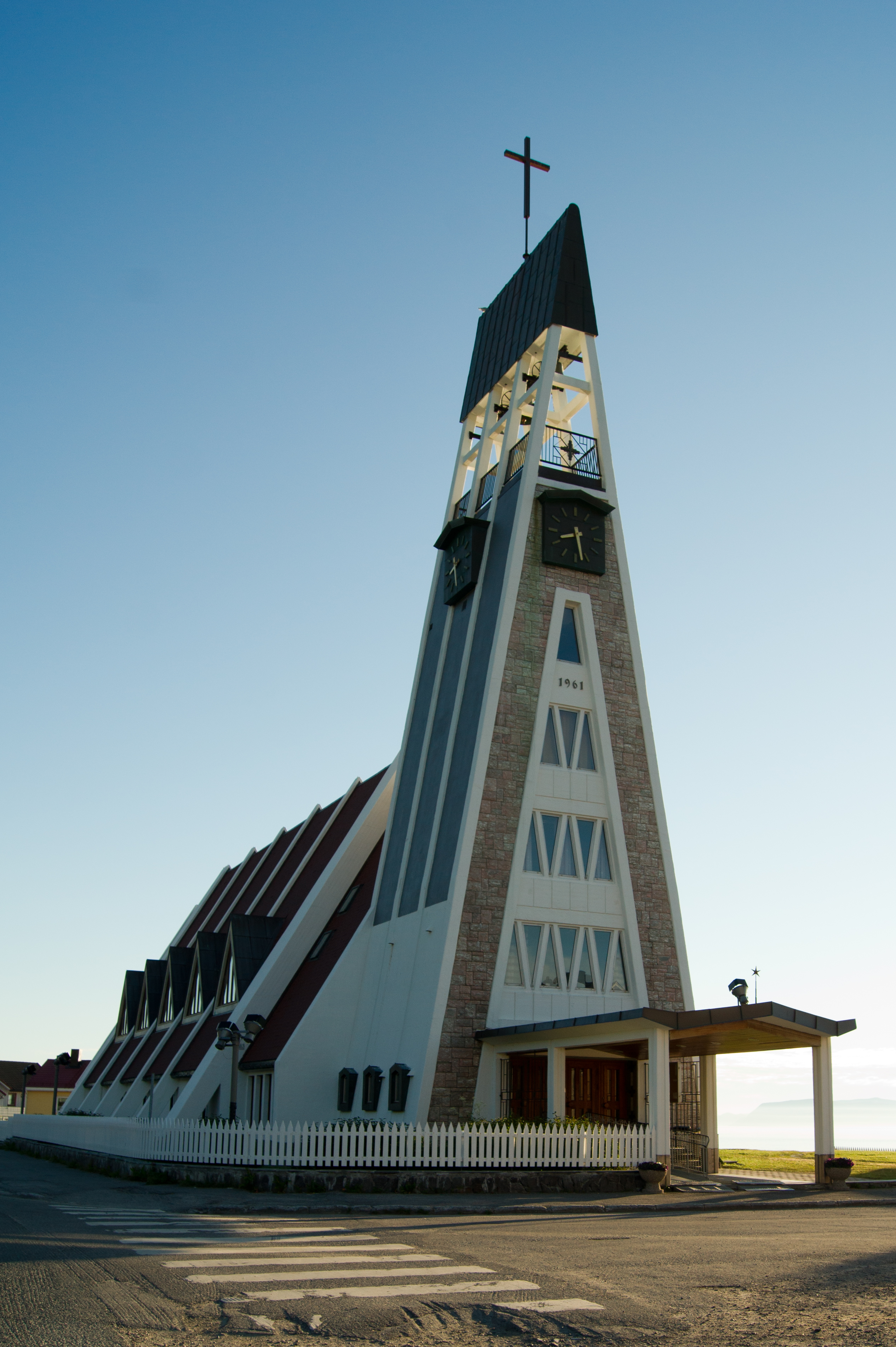
Chiesa